# Alice Tumler
Alice Tumler (født 11. november 1978 i Innsbruck, Østrig) er en østrigsk tv-vært.

## Liv og karriere
Tumler født i Innsbruck og er datter af en østrigsk far med slovensk-italiensk afstamning og en fransk mor fra øen Martinique. I en alder af 19, flyttede hun til London, hvor hun studerede journalistik, medier og sociologi, og senere flyttede til Paris, hvor hun deltog i teaterkurser på Cours Florent.
Tumlers karriere som tv-vært begyndte i 2004 på den franske musikkanal TraceTV. Hun har også arbejdet for det fransk-tyske tv-net, Arte og den franske kanal France 3.
Siden 2013 har hun været vært for talentshowet Die große Chance sammen Andi Knoll på ORF. I maj 2015 vil hun være vært for Eurovision Song Contest 2015 med Mirjam Weichselbraun og Arabella Kiesbauer i Wiener Stadthalle i Wien.

### Personlige liv
Tumler taler fire sprog flydende; tysk, engelsk, fransk og italiensk og er øvet i spansk og portugisisk. Hun er mor til en datter.